# 100 Feet
100 Feet es una película de terror de 2008, dirigida por Eric Red y protagonizada por Famke Janssen, Bobby Cannavale, Ed Westwick y Michael Paré.

## Argumento
A una mujer —Marnie Watson— se le concede la libertad anticipada de su pena en prisión por homicidio (matando a su marido - un policía violento de NYC - en defensa propia), a condición de que ella use una pulsera de tobillo electrónica y permanezca dentro de su hogar. Esto efectivamente la puso bajo arresto domiciliario por el resto de su sentencia.
El socio del último marido de Watson la vigila desde un coche patrullero aparcado en la calle, esperando que ella quebrantara la libertad condicional así él podrá enviarla de nuevo a la prisión.
Sin embargo, el radio de 30 metros (100 pies) que la pulsera de tobillo de Watson permite no es el peor de sus problemas. Su marido muerto (ahora un fantasma malévolo) todavía está en la casa y está decidido a tomar una salvaje venganza.

## Reparto
| Actor                | Personaje      |
| -------------------- | -------------- |
| Famke Janssen        | Marnie Watson  |
| Bobby Cannavale      | Shanks         |
| Ed Westwick          | Joey           |
| Michael Paré         | Mike Watson    |
| Patricia Charbonneau | Frances        |
| Kevin Geer           | Padre Pritchet |